# Grans
Grans är en kommun i departementet Bouches-du-Rhône i regionen Provence-Alpes-Côte d'Azur i sydöstra Frankrike. Kommunen ligger  i kantonen Salon-de-Provence som ligger i arrondissementet Aix-en-Provence. År 2022 hade Grans 5 382 invånare.

## Befolkningsutveckling
Antalet invånare i kommunen Grans
Referens:INSEE